# (2257) Kaarina
(2257) Kaarina ist ein Asteroid des Hauptgürtels, der am 18. August 1939 von dem finnischen Astronomen Heikki A. Alikoski in Turku entdeckt wurde.
Der Asteroid ist nach einer Tochter des Entdeckers, Kaarina Soini, benannt.